# Mysoria
Mysoria es un género de lepidópteros ditrisios de la subfamilia Pyrginae  dentro de la familia Hesperiidae.

## Especies
- Mysoria affinis
- Mysoria amra
- Mysoria barcastus
- Mysoria wilsoni